# 瓦佩洛
瓦佩洛（Wapello）是美国艾奥瓦州路易莎县的城市，是路易莎县的县城。美国2010年人口普查的人口为2067人。
瓦佩洛是马斯卡廷大都会统计区的一部分。